# Luis Franco
Luis Miguel „Chiquis” Franco Zamora (ur. 15 maja 1993 w Zamorze) – meksykański piłkarz występujący na pozycji lewego pomocnika, od 2023 roku zawodnik kostarykańskiego Puntarenas.

## Kariera klubowa
Franco pochodzi z miasta Zamora i swoją karierę piłkarską rozpoczynał w okolicznych drużynach z niższych lig meksykańskich; w latach 2008–2013 występował kolejno w czwartoligowym Realu Cavadas, czwartoligowym Realu Zamora i trzecioligowym Atlético Zamora, będąc czołowym strzelcem rozgrywek. W lipcu 2013 dzięki udanym występom przeszedł do grającego w najwyższej klasie rozgrywkowej zespołu Club León, w którego barwach zadebiutował w Liga MX za kadencji urugwajskiego szkoleniowca Gustavo Matosasa, 13 kwietnia 2014 w przegranym 1:2 spotkaniu z Tolucą. Premierowego gola w pierwszej lidze strzelił natomiast już tydzień później w wygranej 3:0 konfrontacji z Tigres UANL. W tym samym, wiosennym sezonie Clausura 2014 wywalczył z Leónem tytuł mistrza Meksyku.
| Sezon     | Klub            | Kraj   | Rozgrywki        | Mecze | Bramki |
| --------- | --------------- | ------ | ---------------- | ----- | ------ |
| 2008/2009 | Real Cavadas    | Meksyk | Tercera División | 11    | 1      |
| 2009/2010 | Real Zamora     | Meksyk | Tercera División | 37    | 21     |
| 2010/2011 | Atlético Zamora | Meksyk | Segunda División | 22    | 5      |
| 2011/2012 | Real Zamora     | Meksyk | Tercera División | 26    | 13     |
| 2012/2013 | Real Zamora     | Meksyk | Tercera División | 36    | 31     |
| 2013/2014 | Club León       | Meksyk | Liga MX          | 3     | 1      |
| 2014/2015 | Club León       | Meksyk | Liga MX          |       |        |